# Nothing Can Stop the Juggernaut!
Nothing Can Stop the Juggernaut! (укр. Ніщо не може зупинити Джаггернаута!) — сюжетна арка коміксів, написана Роджером Стерном і намальована Джоном Ромітою-молодшим і видана Marvel Comics в 1982 році. Сюжетна лінія включає в себе випуски The Amazing Spider-Man #229-230 .

## Сюжет
БлекТом Кессіді наказує Джаггернауту зловити Мадам павутину, сподіваючись на те, що її психічні сили допоможуть їм перемогти Людей Ікс. У цей час їй приходить бачення про їхній план, і вона повідомляє про це Пітеру Паркеру, закликаючи його зупинити Джаггернаута. Людина-павук робить багато спроб, але завжди програє йому. Джаггернаут знаходить Мадам павутину і від'єднує її від системи життєзабезпечення, тим самим мало не вбиваючи її . У той час як Мадам павутину відправляють в лікарню, Людина-павук знову намагається зупинити Джаггернаута. На цей раз він заманює його на будмайданчик, де той потрапляє в пастку, застряваючи в басейні, заповненому рідким цементом .